# Erséus Arkitekter
Erséus Arkitekter är ett svenskt arkitektkontor med kontor i Göteborg och Stockholm. Kontoret grundades 2002 av arkitekt Peter Erséus (född 1952). Han kom då närmast från Erséus, Frenning & Sjögren Arkitekter där han var verkställande direktör och stod bakom bland annat Högskolan för Lärande och Kommunikation i Jönköping samt Handelshögskolan vid Göteborgs universitet. År 2020 hade Erséus ett drygt 30-tal medarbetare i Göteborg och Stockholm. Kontoret åtar sig uppdrag framförallt inom fyra områden; bostäder, offentliga byggnader, stadsutveckling och kulturhistoriska byggnader.

## Arbeten (urval)
- Kvibergs nya krematorium, Göteborg
- Angered Arena, Göteborg
- Högskolan för Lärande och Kommunikation, Jönköping
- Göteborgs stadsbibliotek, (om- och tillbyggnad)
- Kvarteret Böljan, Stockholm
- Askims församlingshem, Göteborg
- Karlstads teater, Karlstad (tillbyggnad)
- Handelshögskolan vid Göteborgs universitet, (ny- och tillbyggnad)

### Bilder (arbeten urval)

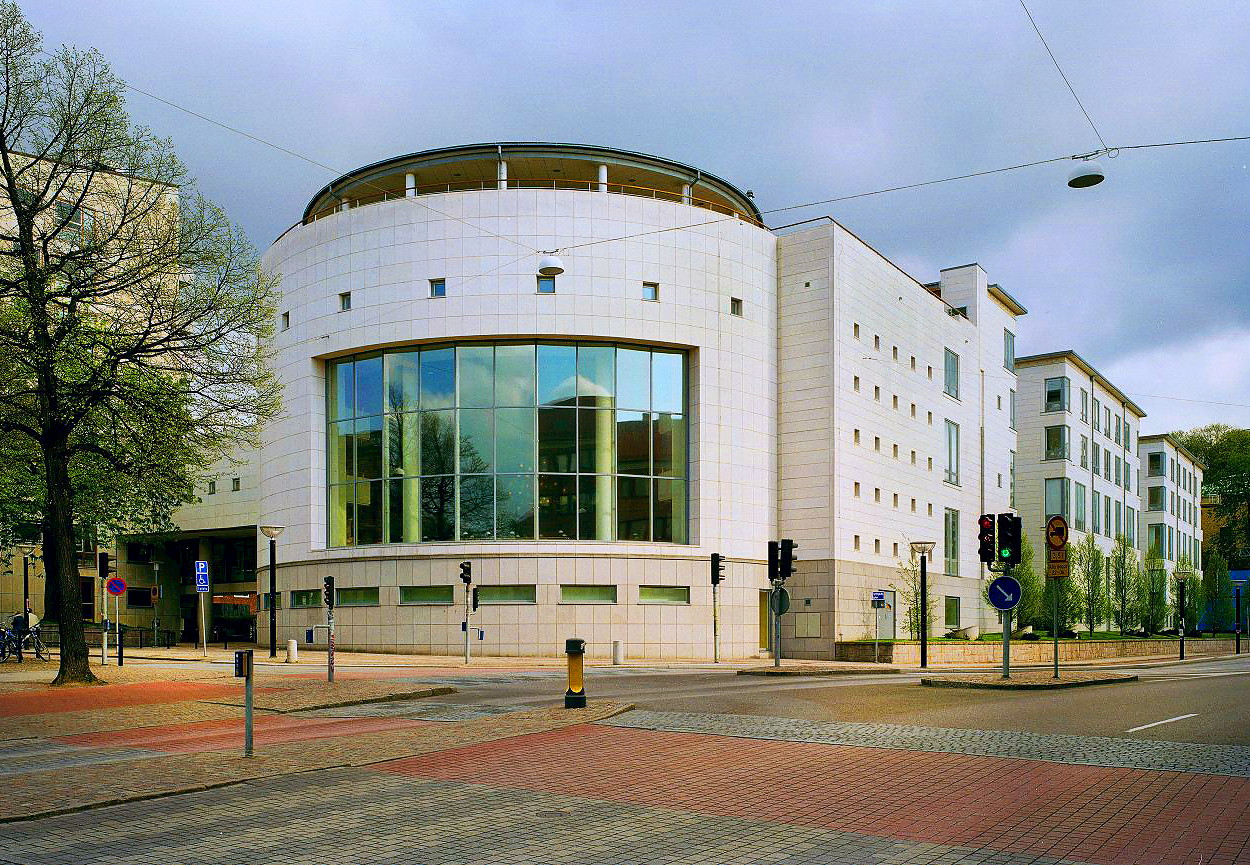
Handelshögskolan, Göteborg.
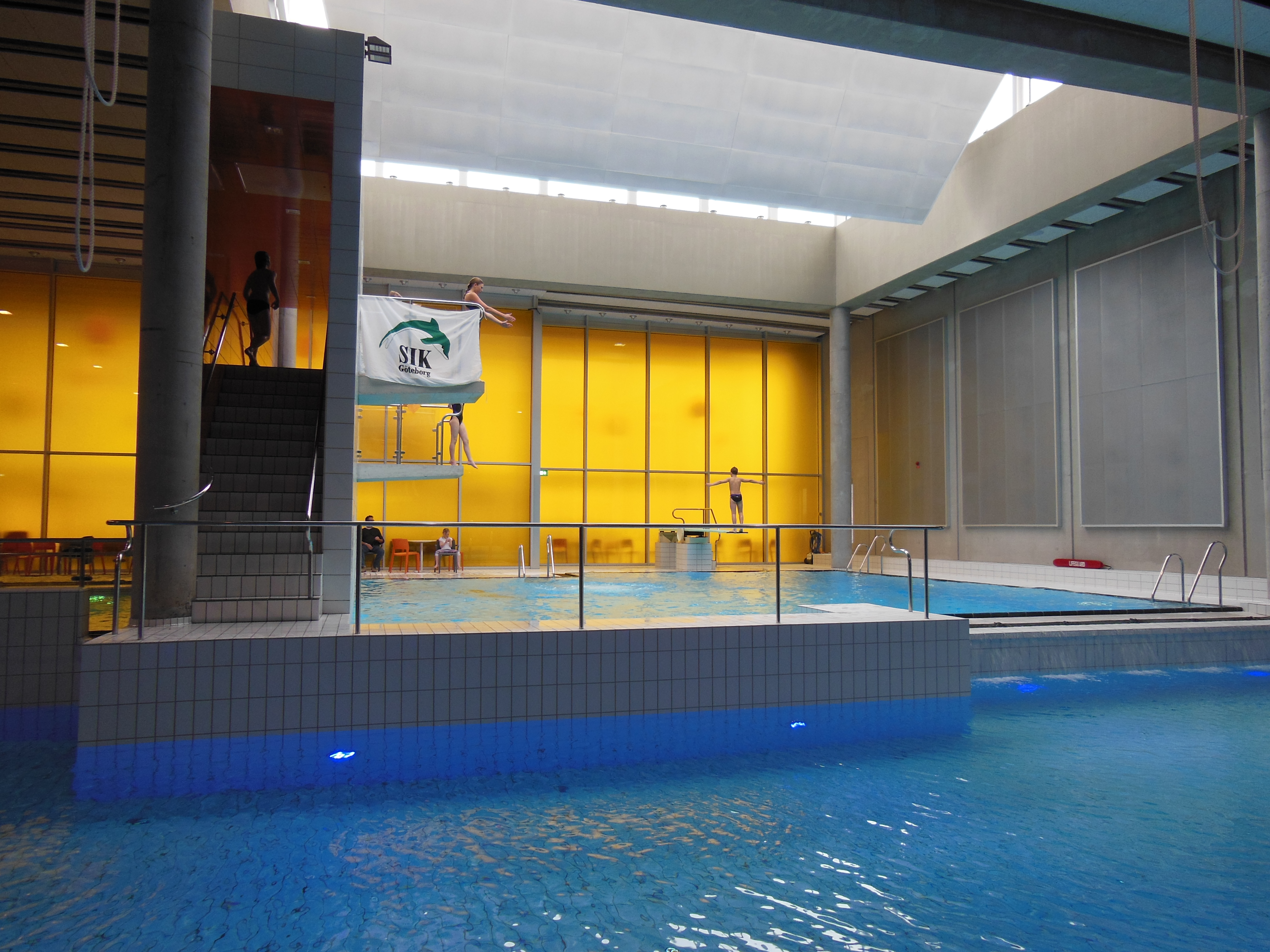
Angered Arena, Göteborg.
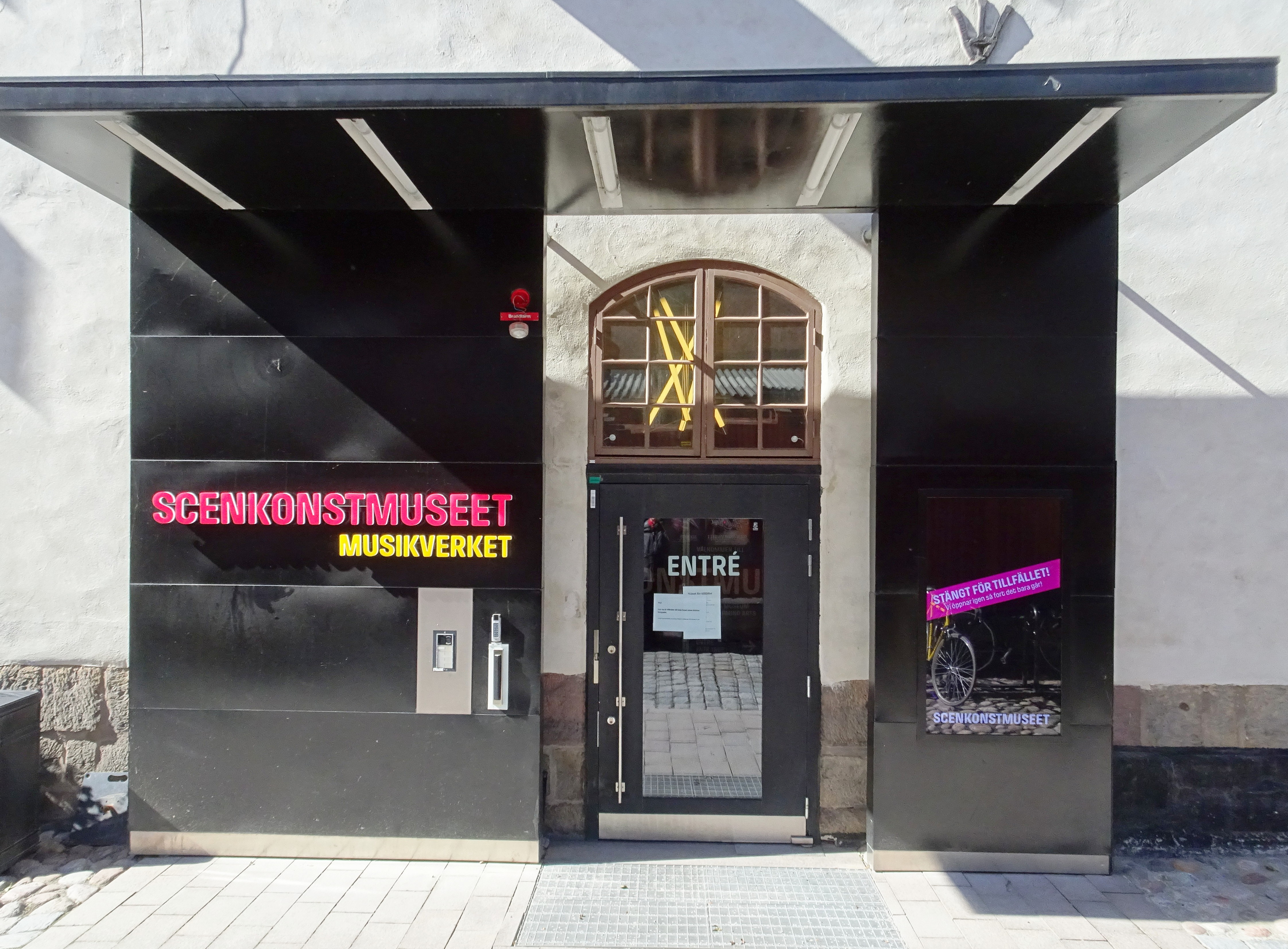
Scenkonstmuseet, Stockholm.
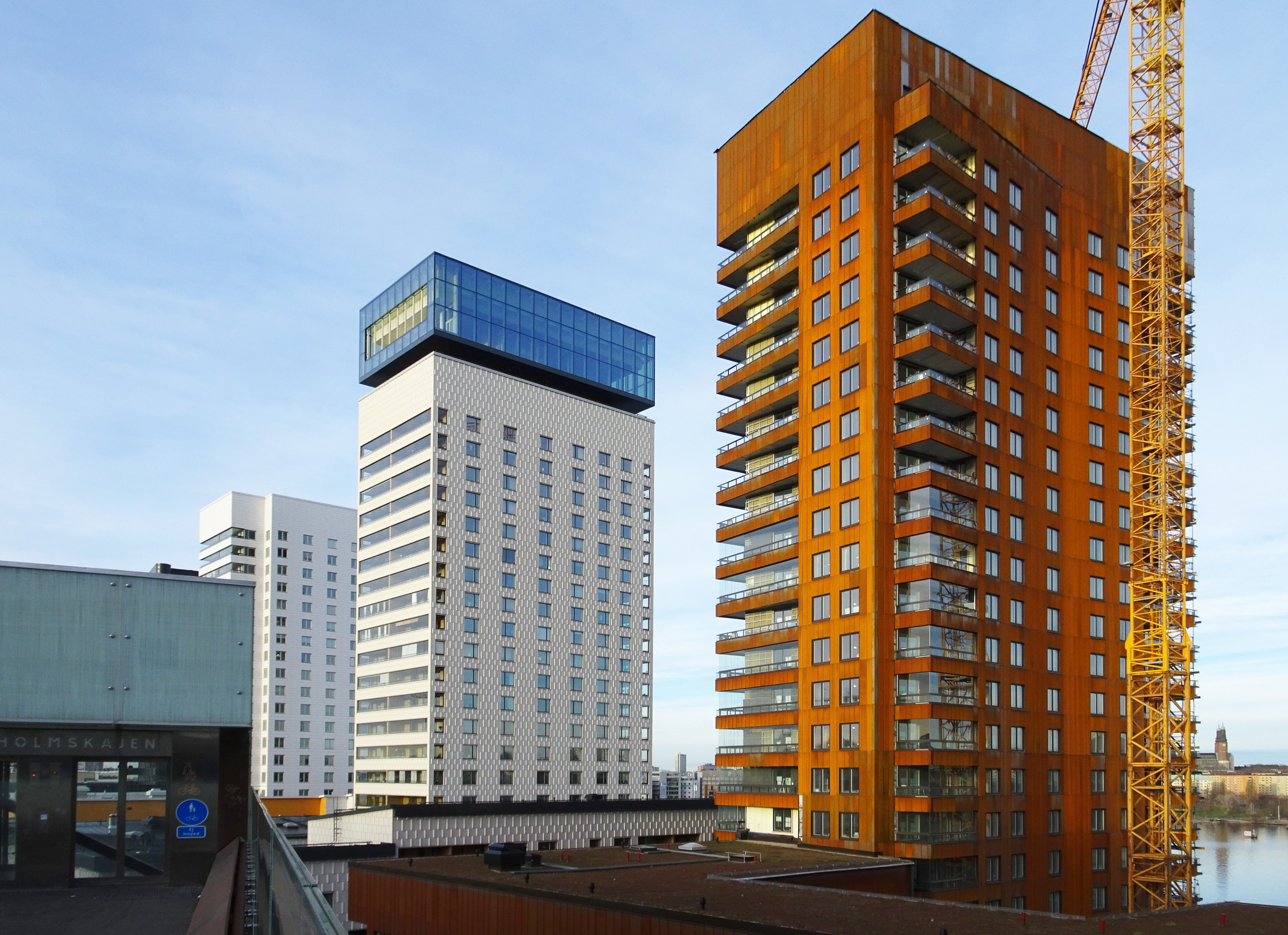
K7 (till höger), Stockholm.